# Demografia Austriei
Austria avea în octombrie 2006 8.292.322 de locuitori, dintre care 1.600.000 în Viena. Peste 90% din locuitori vorbesc limba germană.

## Recensăminte
În Austria au avut loc recensăminte pe sistem chestionar. Acestea au început cu anul 1869 și mai avut au avut loc periodic, într-un interval de aproximativ 10 ani: în 1880, 1890, 1910, 1923, 1934, 1939, iar din 1951 are loc în ani ale căror ultimă cifră este 1: 1961, 1971, 1981, 1991, 2001. Se fac pregătirile necesare pentru organizarea viitorului recensământ care va urma în 2011. Tabelul de mai jos, arată evoluția demografică a Austriei la recensăminte.
| Nr. curent | An   | Număr locuitori |
| ---------- | ---- | --------------- |
| I          | 1869 | 4.497.880       |
| II         | 1880 | 4.963.528       |
| III        | 1890 | 5.417.360       |
| IV         | 1900 | 6.003.845       |
| V          | 1910 | 6.648.310       |
| VI         | 1923 | 6.534.742       |
| VII        | 1934 | 6.760.044       |
| VIII       | 1939 | 6.652.567       |
| IX         | 1951 | 6.933.905       |
| X          | 1961 | 7.073.807       |
| XI         | 1971 | 7.491.526       |
| XII        | 1981 | 7.555.338       |
| XIV        | 1991 | 7.795.786       |
| XV         | 2001 | 8.032.926       |
| XVI        | 2011 | 8.414.638       |